# Corminus brasiliensis
Corminus brasiliensis är en skalbaggsart som beskrevs av Moser 1919. Corminus brasiliensis ingår i släktet Corminus och familjen Melolonthidae. Inga underarter finns listade i Catalogue of Life.